# LA Ink
LA Ink è stato un reality show statunitense, in onda sul canale televisivo TLC dal 7 agosto 2007 al 15 settembre 2011.
Il programma seguiva gli eventi dell'High Voltage Tattoo (e più avanti nella serie anche quelli dell'American Electric), uno studio di tattoo situato a Los Angeles, California.
Nell'agosto 2011 la TLC ha annunciato che la produzione dello show sarebbe terminata con la quarta stagione.
In Italia il programma viene trasmesso inizialmente da Discovery Travel & Living per poi approdare, dal 4 marzo 2012, su DMAX.